# Fantasia Barrino

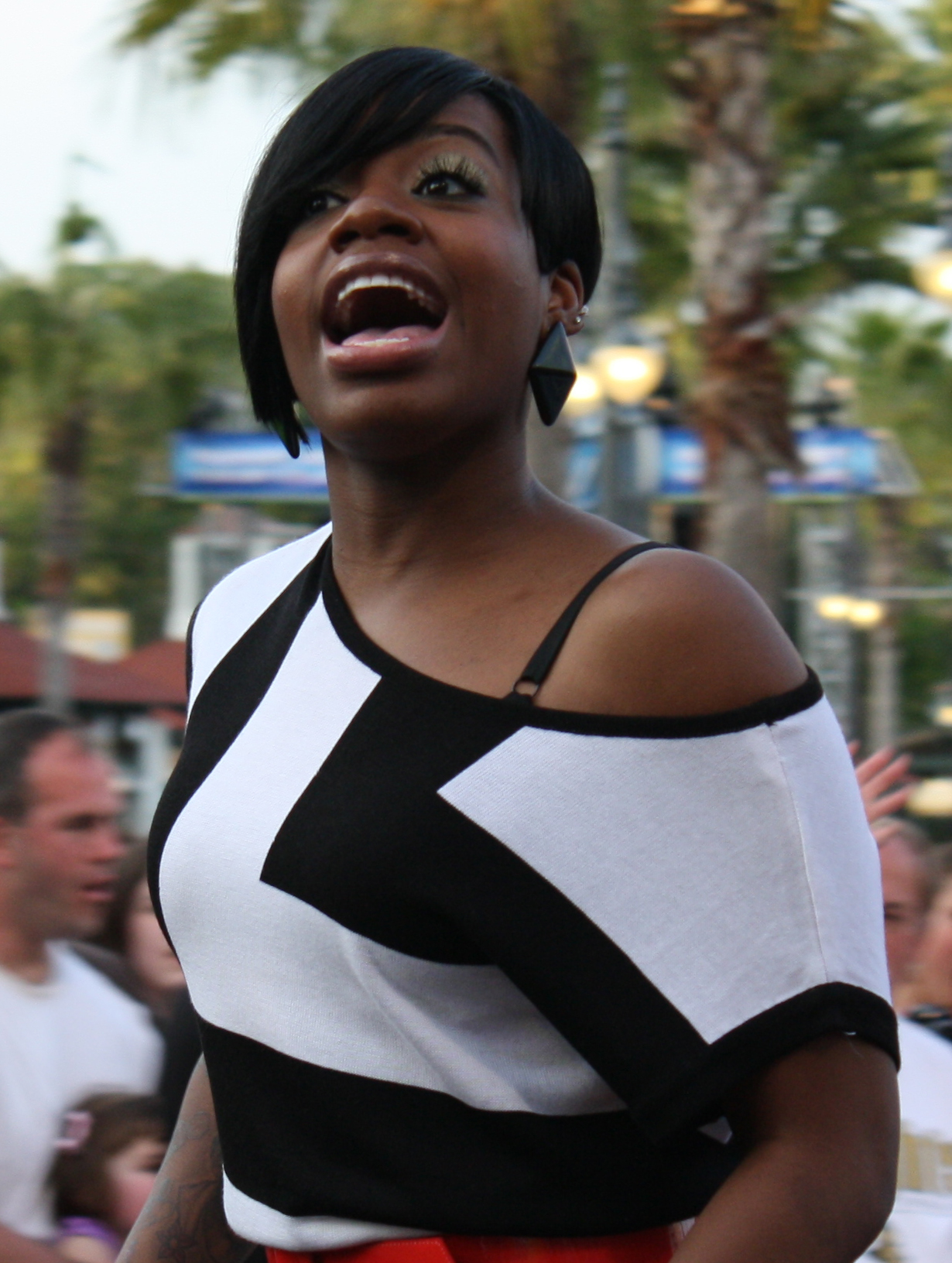
Fantasia Barrino (2009)

Fantasia Monique Barrino (* 30. Juni 1984 in High Point) ist eine US-amerikanische R&B-Sängerin und Grammy-Preisträgerin. Bekanntheit erlangte Barrino im Mai 2004 als Gewinnerin der dritten Staffel der Castingshow American Idol.

## Biografie
Barrino begann im Alter von fünf Jahren im Kirchenchor zu singen. 2002 wurde sie Mutter einer Tochter. Derzeit arbeitet sie für ihren Schulabschluss. Fantasias Vordringen in das Finale von American Idol wurde von heftigen Vorwürfen überschattet. Sie reichten von Rassismus bis zum Verdacht einer manipulierten Stimmenzählung.
Im Finale selbst am 26. Mai 2004 erhielt Barrino für ihren Auftritt überschwängliches Lob von der Jury. So bezeichnete Plattenproduzent Simon Cowell sie als beste Sängerin aller über 70 „Idols“, die in den letzten Jahren weltweit gekürt wurden. Am Ende der Telefonabstimmung, an der sich über 65 Millionen Fernsehzuschauer beteiligten, lag Barrino knapp vor ihrer Konkurrentin Diana DeGarmo.
Fantasias erste Single I Believe wurde in den USA am 15. Juni 2004 veröffentlicht. Der Song wurde von Tamyra Gray geschrieben, die bereits an der ersten Staffel von American Idol teilgenommen, und dort den vierten Rang belegt hatte. Wie bereits bei den American Idol-Siegern der Vorjahre war die Single kommerziell sehr erfolgreich. Am 10. Juli 2004 erreichte sie Platz 1 der US-amerikanischen Billboard-Charts. 2006 kam sie mit ihrem neuen Album und der ersten Single Hood Boy zurück.
2011 wurde Fantasia Barrino für ihre Single Bittersweet mit dem Grammy Award for Best Female R&B Vocal Performance ausgezeichnet und ist damit die letzte Künstlerin dieser Kategorie, die im Folgejahr mit mehreren weiteren Kategorien zusammengelegt wurde.

## Diskografie

### Studioalben
| Jahr | Titel                    | Höchstplatzierung, Gesamtwochen, AuszeichnungChartsChartplatzierungen (Jahr, Titel, Platzierungen, Wochen, Auszeichnungen, Anmerkungen) | Anmerkungen                             |
| Jahr | Titel                    | US | Anmerkungen                             |
| ---- | ------------------------ | --- | --------------------------------------- |
| 2004 | Free Yourself            | US8 Platin · (42 Wo.)US | Erstveröffentlichung: 23. November 2004 |
| 2006 | Fantasia                 | US19 Gold · (38 Wo.)US | Erstveröffentlichung: 12. Dezember 2006 |
| 2010 | Back to Me               | US2 (29 Wo.)US | Erstveröffentlichung: 24. August 2010   |
| 2013 | Side Effects of You      | US2 (20 Wo.)US | Erstveröffentlichung: 19. April 2013    |
| 2016 | The Definition Of...     | US6 (5 Wo.)US | Erstveröffentlichung: 28. Juli 2016     |
| 2017 | Christmas After Midnight | US193 (1 Wo.)US | Erstveröffentlichung: 1. Oktober 2017   |
| 2019 | Sketchbook               | US62 (1 Wo.)US | Erstveröffentlichung: 11. Oktober 2019  |

### Singles
| Jahr | Titel Album                    | Höchstplatzierung, Gesamtwochen, AuszeichnungChartsChartplatzierungen (Jahr, Titel, Album, Platzierungen, Wochen, Auszeichnungen, Anmerkungen) | Anmerkungen                                                              |
| Jahr | Titel Album                    | US | Anmerkungen                                                              |
| ---- | ------------------------------ | --- | ------------------------------------------------------------------------ |
| 2004 | I Believe Free Yourself        | US1 (10 Wo.)US | Erstveröffentlichung: 29. Juni 2004                                      |
| 2004 | Truth Is Free Yourself         | US21 (20 Wo.)US | Erstveröffentlichung: 7. Dezember 2004                                   |
| 2005 | Baby Mama Free Yourself        | US60 (12 Wo.)US | Erstveröffentlichung: 3. Mai 2005                                        |
| 2005 | Free Yourself                  | US41 (18 Wo.)US | Erstveröffentlichung: 1. Juni 2005                                       |
| 2007 | When I See U Fantasia          | US32 Gold (Mastertone) · (23 Wo.)US | Erstveröffentlichung: 17. April 2007 · UK: Gold                          |
| 2010 | Bittersweet Back to Me         | US74 (12 Wo.)US | Erstveröffentlichung: 11. Mai 2010                                       |
| 2013 | Without Me Side Effects of You | US74 (2 Wo.)US | Erstveröffentlichung: 17. April 2013 feat. Kelly Rowland & Missy Elliott |

Weitere Singles
- 2005: It’s All Good
- 2005: Ain’t Gon’ Beg You
- 2005: Til My Baby Comes Home
- 2006: Hood Boy (feat. Big Boi)
- 2007: Only One U
- 2010: I’m Doin’ Me
- 2011: Collard Greens & Cornbread
- 2013: Lose to Win
- 2013: Side Effects of You
- 2013: In the Middle of the Night
- 2013: What Christmas Means to Me
- 2016: No Time for It
- 2016: Sleeping with the One I Love
- 2017: When I Met You

## Filmografie
- 2006: Life Is Not a Fairytale: The Fantasia Barrino Story
- 2011: Soul Kittens Cabaret
- 2023: Die Farbe Lila (The Color Purple)

## Auszeichnungen
Black Reel Award
- 2024: Nominierung als Beste Hauptdarstellerin (Die Farbe Lila)
- 2024: Nominierung als Beste Nachwuchsdarstellerin (Die Farbe Lila)[3]

Golden Globe Award
- 2024: Nominierung als Beste Hauptdarstellerin – Komödie/Musical (Die Farbe Lila)

Satellite Award
- 2023: Nominierung als Beste Schauspielerin – Film/Komödie/Musical (Die Farbe Lila)[4]